# Yacanto de Calamuchita
Villa Yacanto is een plaats in het Argentijnse bestuurlijke gebied Calamuchita in de provincie Córdoba. De plaats telt 370 inwoners.